# Pije
Pije (pinje) és una llengua austronèsia parlada majoritàriament a l'àrea tradicional de Hoot Ma Waap, al municipi de Hienghène, a la Província del Nord, Nova Caledònia. De la mateixa manera que el jawe, el nemi i el fwâi, es parla a la comuna de Hienghène; figura al diccionari comparatiu de llengües de Hienghène, escrit per André-Georges Haudricourt i Françoise Ozanne-Rivierre en 1982. Té uns 180 parlants nadius i és una llengua amenaçada.